# ワレンチン・プルギン

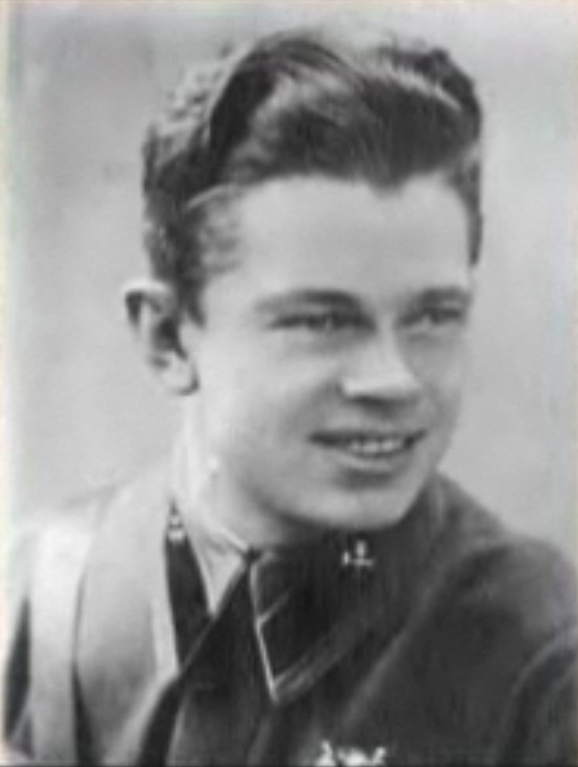
ワレンチン・プルギンことウラジーミル・ゴルベンコ

ワレンチン・ペトロヴィチ・プルギン（ロシア語: Валентин Петрович Пургин, ラテン文字転写: Valentin Petrovich Purgin, 1914年 - 1940年11月5日）、本名ウラジーミル・ゴルベンコ（Владимир Голубенко）は、ソビエト連邦のジャーナリスト、詐欺師。身分と経歴を偽って『コムソモリスカヤ・プラウダ』紙の軍事部副部長を務める傍ら、一切の従軍経験がないにもかかわらず、不正に入手した勲章を身につけるなどして、軍人として何らかの秘密任務に関与しているかのように装っていた。
1940年、自らが冬戦争で英雄的な働きを見せた将校であるとする推薦状を偽造し、ソ連邦英雄の称号を授与された。しかし、これが新聞で報じられたことをきっかけに身分詐称が露呈し、逮捕の後に銃殺刑に処された。それによりソ連邦英雄の授与も取り消されている。

## 経歴
1914年、鉄道労働者だった父と教員だった母のもとに生を受ける。中等教育を修了する前に退学処分を受け、その後ウラル地方にて土木工学大学に入学。1年ほどで退学した後、スヴェルドロフスクの産業研究所を経てレスプロムホズに職を得る。1933年、上司の金庫から5,000ルーブルを盗み、窃盗について有罪判決を受ける。1937年には再び逮捕され、窃盗、詐欺、偽造について有罪判決を受ける。
しかし、7月にはモスクワ・ヴォルガ運河建設現場での労役中に脱走。他人のパスポートを盗んで写真を貼り替え、ワレンチン・ペトロヴィチ・プルギンなる人物になりすました。

### ジャーナリストとして
1938年の時点で、プルギンは軍事運輸大学学生たるスヴェルドロフスク市民を装っていた。この偽の身分によって、地元の鉄道新聞に特派員として採用されたのがジャーナリストとしてのキャリアの始まりだった。プルギンは盗んだ軍事輸送大学の印章を用い、学長による推薦状を偽造した。そのほかにも高等学校の卒業証書など、多数の書類を偽造している。
これらを用い、モスクワの地元鉄道新聞に採用され、さらにはコムソモールの中央機関紙たる『コムソモリスカヤ・プラウダ』紙に特派員として採用された。ゴルベンコがプルギンとして周囲に語った経歴は、彼の実際の人生からはかけ離れたものだった。曰く、彼の父は白軍に斬り殺され、母は教師として働いていた。母が死んだ後、トーマス・メイン・リードの小説を読み、その影響で旅に出ようと思い立ったのだという。そして赤軍での勤務、カメンスク＝ウラリスキーおよびスヴェルドロフスクの地方紙やモスクワ地元紙の特派員を経て現在に至るとした。1939年3月17日、『コムソモリスカヤ・プラウダ』紙の軍事部副部長に就任した。
編集部内でのプルギンは物静かな男で、関わりらしい関わりを持つのは2、3人の友人のみだった。理由を明かさず短時間姿を消すことも多かった。ある時、編集部に「V.P.プルギンを特別活動のために派遣せよ」との命令が届いた。この命令には赤軍特別活動部（防諜部）司令官の署名があり、「確認後焼却せよ」との指示も書かれていた。こうした「命令」に基づく出張を終えると、ある時は青い顔をして足を引きずって編集部に戻ってきたし、頭に包帯を巻いたり、凍傷を負っていることもあった。プルギン自身は多くを語らなかったものの、周囲は次第に彼が何らかの特殊任務に従事しているものと信じるようになった。ある友人には、周囲には秘密にしておいてほしいと言いながら、自分が特別活動部の秘密任務に従事していると話していた。ある出張の後には不正に入手した赤旗勲章を身に着けて編集部に現れた。他に勲章を受けた者がいなかったので、プルギンは編集部内でも英雄扱いされるようになり、若い記者や女性らは少しでもプルギンとの関わりを持とうと腐心した。
プルギンは家を持たず、社員寮、同僚の親が所有するダーチャ、あるいは編集部のオフィスで寝泊まりしていた。
1939年7月、編集部が受け取った国防人民委員部からの命令書に基づいて、プルギンはハルハ川における日本との国境紛争（ノモンハン事件）の最中であった極東へと取材および特別活動のために派遣された。当然、この命令書もプルギンが偽造したものであった。同年秋にはイルクーツクの病院から編集部へと手紙を送っている。同年11月には西ベラルーシ方面へと特派員として派遣される。グロドノ方面では第39師団の用紙を盗み、これを用いて編集部に手紙を書いた。また、同師団の印章もこの際に複製している。
プルギンは不正に入手したレーニン勲章を2つ所持しており、1つはハルハ川方面にて敵後方に浸透して橋の爆破に参加した功績、もう1つはスペイン内戦での活動に関するものだと語っていた。
特派員として派遣されてはいたものの、記事はほとんど書かなかった。実際に掲載されたのは、1939年12月5日付の砲兵トラクターの運転手を称える記事のみであり、その内容も大部分が虚偽であった。
1939年12月、プルギンは『コムソモリスカヤ・プラウダ』紙の編集部を通し、『プラウダ』紙に賞勲に関するソビエト連邦最高会議幹部会令の定型文の印刷原版を入手できないかと依頼した。こうして手に入れた印刷原版から最高会議幹部会の印章を複製し、これを用いて自らが所持する勲章の勲記を偽造した。また、2人のオールド・ボリシェヴィキによる推薦書を捏造し、ソビエト連邦共産党への入党を志願した。これを受け、『コムソモリスカヤ・プラウダ』紙編集部は全会一致でプルギンの推薦を決め、彼は正式に共産党員となった。

### ソ連邦英雄
1940年1月、編集部に第39師団の用紙を用いた新しい命令書が届いた。これはプルギンを特別活動のために急ぎレニングラードへと派遣する必要があり、また3ヶ月以内に戻らなければ軍事運輸大学に送られたものと考えるようにと書かれていた。編集長は不自然な命令を訝しんだものの、結局は1月24日から4月25日の予定で出張が認められた。この期間について、プルギンはフィンランド戦線（冬戦争）へと派遣されていたと主張した。しかし、実際にはモスクワに留まり、同僚にして詐欺仲間だった友人のアパートに寝泊まりしつつ、歓楽街に入り浸っていた。
3月、モスクワ講和条約によって冬戦争が終結する。赤軍は一応の勝利を収めたものの、甚大な損害を被りつつ、フィンランド全土の占領には至らなかった。この事実が国民の動揺や軍部の不満につながることが危惧されたため、当局ではかの戦争が「英雄的な闘争」であったとする宣伝の一環として、3月から数ヶ月に渡って多数の勲章等の授与を発表し続けることになる。これを好機と見て、プルギンはソ連邦英雄の地位を得るために動き始めた。
3月、海軍人民委員部は第39師団の用紙を用いた推薦書を受け取った。これは、フィンランド白軍との戦いで勇敢と勇気を示した小隊指揮官にして『コムソモリスカヤ・プラウダ』紙軍事部副部長、ワレンチン・ペトロヴィチ・プルギンをソ連邦英雄に推薦するもので、プルギンの「輝かしい」受章経歴にも触れられていた。これを担当した海軍人民委員部の表彰部員は、既に勲章を複数受章していた上、『コムソモリスカヤ・プラウダ』紙で役職に付いているという人物の身元を改めて確認する必要はないと判断した。授与を最終的に決定する最高会議幹部会でも、多数ある候補者に埋もれたプルギンの正体に気づく者はなかった。

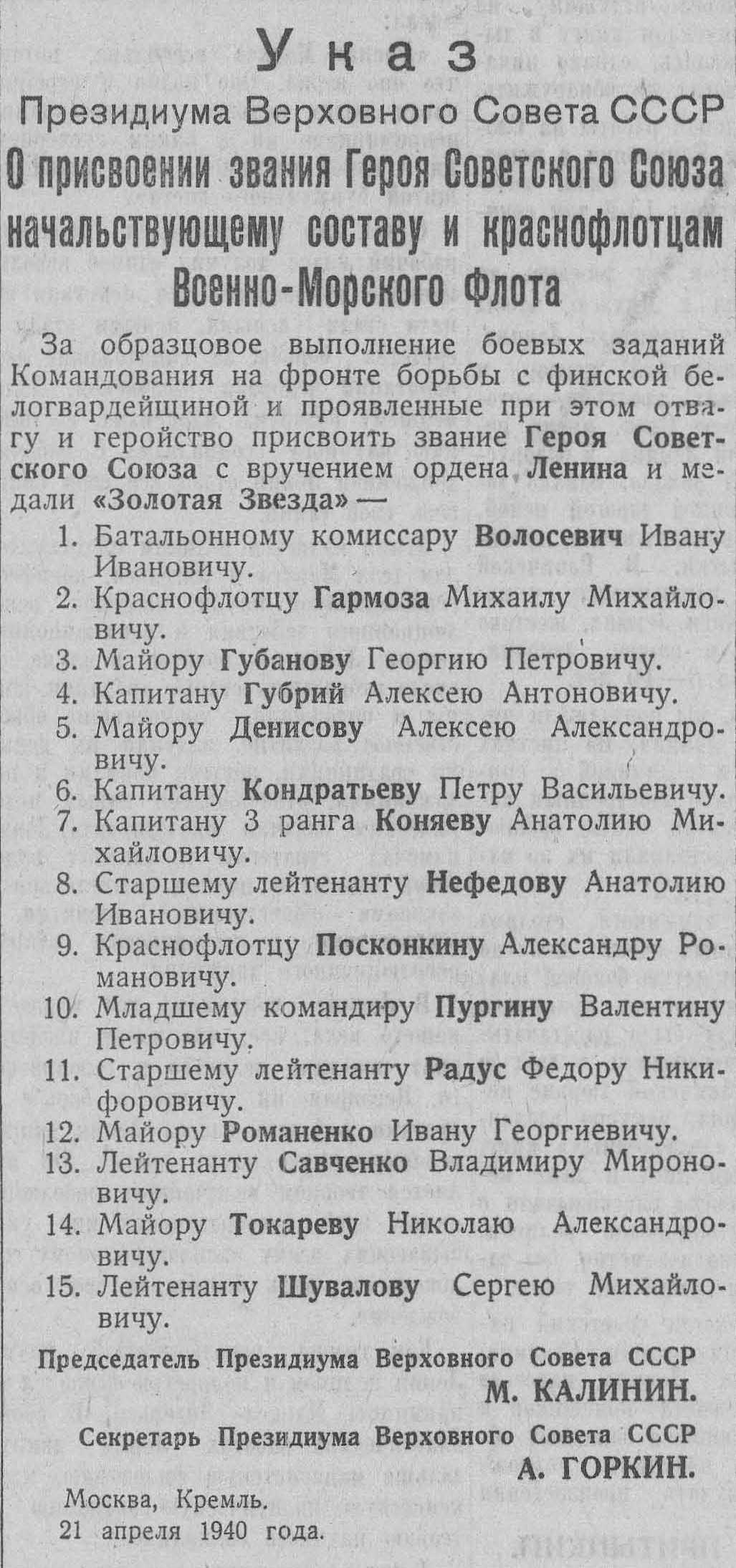
1940年4月22日付けのイズベスチヤ紙に掲載されたソ連邦英雄の授与に関する1940年4月21日付けソ連邦最高会議幹部会令（ウカース）。10番目にプルギンの名前がある。

1940年4月21日、最高会議幹部会の命令に基づき、プルギンの「フィンランド白衛軍との戦いにおける勇敢、勇気、模範的な指揮」に対し、ソ連邦英雄の称号、レーニン勲章、金星章が授与された。翌22日には『コムソモリスカヤ・プラウダ』紙を始めとする大手各紙で報じられた。5月22日、ソ連邦英雄たるプルギンに関する特集記事が『コムソモリスカヤ・プラウダ』紙に掲載された。記事が準備されていることを知った時、プルギンは「私を英雄にする必要はない」と求めたものの、『コムソモリスカヤ・プラウダ』紙の15周年記念日が数日後に迫る中、編集部初のソ連邦英雄受賞者という「極めて喜ばしい」特集記事の掲載は避けられないものとなっていた。

### 逮捕
特集記事には受章経歴が掲載されており、ここに記載された授与番号から、プルギンの勲章がいずれも彼のものではないことが明らかになった。また、掲載された顔写真から、彼の正体を逃亡犯ウラジーミル・ゴルベンコだと看破する者もいた。5月23日、ワレンチン・プルギンことウラジーミル・ゴルベンコは、『コムソモリスカヤ・プラウダ』紙の編集部にて逮捕された。逮捕時に1つ目のレーニン勲章（4749号）、友人宅の捜索中に2つ目のレーニン勲章（3990号）と赤旗勲章（8975号）が押収された。
7月20日、ソ連邦最高裁判所は最高会議幹部会の命令に基づき、4月21日のソ連邦英雄授与に関する命令の取り消しを認めた。8月、ソ連邦最高裁判所軍事委員会はプルギンことゴルベンコに銃殺による死刑を宣告し、ソ連邦英雄の称号ならびに彼が違法に帯びていた勲章の剥奪が宣言された。11月5日、減刑の請願が行われたものの判決は覆らず、銃殺刑が執行された。プルギンことゴルベンコは、4月21日から7月20日までのおよそ3ヶ月間、実際にソ連邦英雄であったことになる。また、彼はソ連邦英雄の授与が取り消された最初の人物である。
『コムソモリスカヤ・プラウダ』紙の編集部も最高裁軍事委員会から過失を指摘され、多くの職員が降格などの処分を受けた。詐欺仲間だったゴルベンコの友人らは投獄された。海軍人民委員部の表彰部員も処分を受けている。